# Comuna Novosvitivka, Șîreaieve
Novosvitivka (în ucraineană Новосвітівка) este o comună în raionul Șîreaieve, regiunea Odesa, Ucraina, formată din satele Novosvitivka (reședința) și Rozkișne.

## Demografie
Componența lingvistică a comunei Novosvitivka
     Ucraineană (95,36%)
     Rusă (2,97%)
     Alte limbi (0,96%)
Conform recensământului din 2001, majoritatea populației comunei Novosvitivka era vorbitoare de ucraineană (95,36%), existând în minoritate și vorbitori de rusă (2,97%).